# Passione (Banda Ionica)
Passione è il primo album dei Banda Ionica prodotto dalla Felmay nel 1998.

## Tracce
1. Per Domenico Morelli
2. Jone
3. Pianto eterno
4. Marcia funebre
5. Una lacrima sulla tomba di mia madre
6. Ai miei genitori
7. Pace